# Куріпка чорна
Курі́пка чо́рна (Melanoperdix niger) — вид куроподібних птахів родини фазанових (Phasianidae). Мешкає в Південно-Східній Азії. Це єдиний представник монотипового роду Melanoperdix.

## Поширення
Вид поширений в Малайзії (на півострові та у штатах Сабах і Саравак) та Індонезії (Суматра, Калімантан). На півострові Малайзія він мешкає у низинах, де він має схильність до первинних або зрілих, відновлених вічнозелених лісів зі закритим пологом на алювіальних ґрунтах. В Індонезії він був зареєстрований у торф'яних болотах, і історично був описаний як мешканець підліску та високих бамбукових джунглів.

## Опис
Чорні куріпки досягають довжини тіла від 24 до 27 см. Самиці є дещо меншими. Вони важать близько 280 г. Чорні куріпки мають яскравий статевий диморфізм . Самці мають переважно блискуче чорне оперення. Самиці, навпаки, каштаново-коричневі. Підборіддя і горло, живіт і підхвістя світлішають до вохристого кольору. Дзьоб короткий і помітно товстий, чорний у самців, а у самиць темний дзьоб рогового кольору. Очі темно-карі, лапи сіро-блакитні.

## Спосіб життя
Чорна куріпка є одним з найменш вивчених видів куроподібних птахів. Можливо, це пов'язано з тим, що цей птах дуже полохливий і не дуже голосний. Спостерігали як поодинці, так і парами. Наразі на Борнео знайдено п'ять гнізд — у січні, травні та вересні. На Борнео пташенят спостерігали один раз у жовтні, а на Малайському півострові — у серпні, а молодих птахів — у період із серпня по вересень. У неволі розмір кладки становив п'ять-шість яєць, а інкубаційний період — 18—19 днів.